# Hjallerup
Hjallerup – miasto w Danii, w regionie Jutlandia Północna, w gminie Brønderslev. Według Urzędu Statystycznego Danii, 1 stycznia 2018 roku miasto liczyło 3969 mieszkańców.